# NGC 2012
NGC 2012 (również PGC 17194) – galaktyka eliptyczna (E-S0), znajdująca się w gwiazdozbiorze Góry Stołowej. Odkrył ją John Herschel 22 stycznia 1836 roku.